# کارمنسیتا (فیلم)
 کارمنسیتا عنوان فیلمی است آمریکایی با ژانر مستند، سیاه و سفید، صامت و کوتاه به کارگردانی ویلیام کندی دیکسون. این فیلم محصول سال ۱۸۹۴ میلادی است. نام فیلم از رقاص و بازیگر فیلم به نام کارمنسیتا گرفته شده است.